# Runensteine an der Ärja ödekyrka

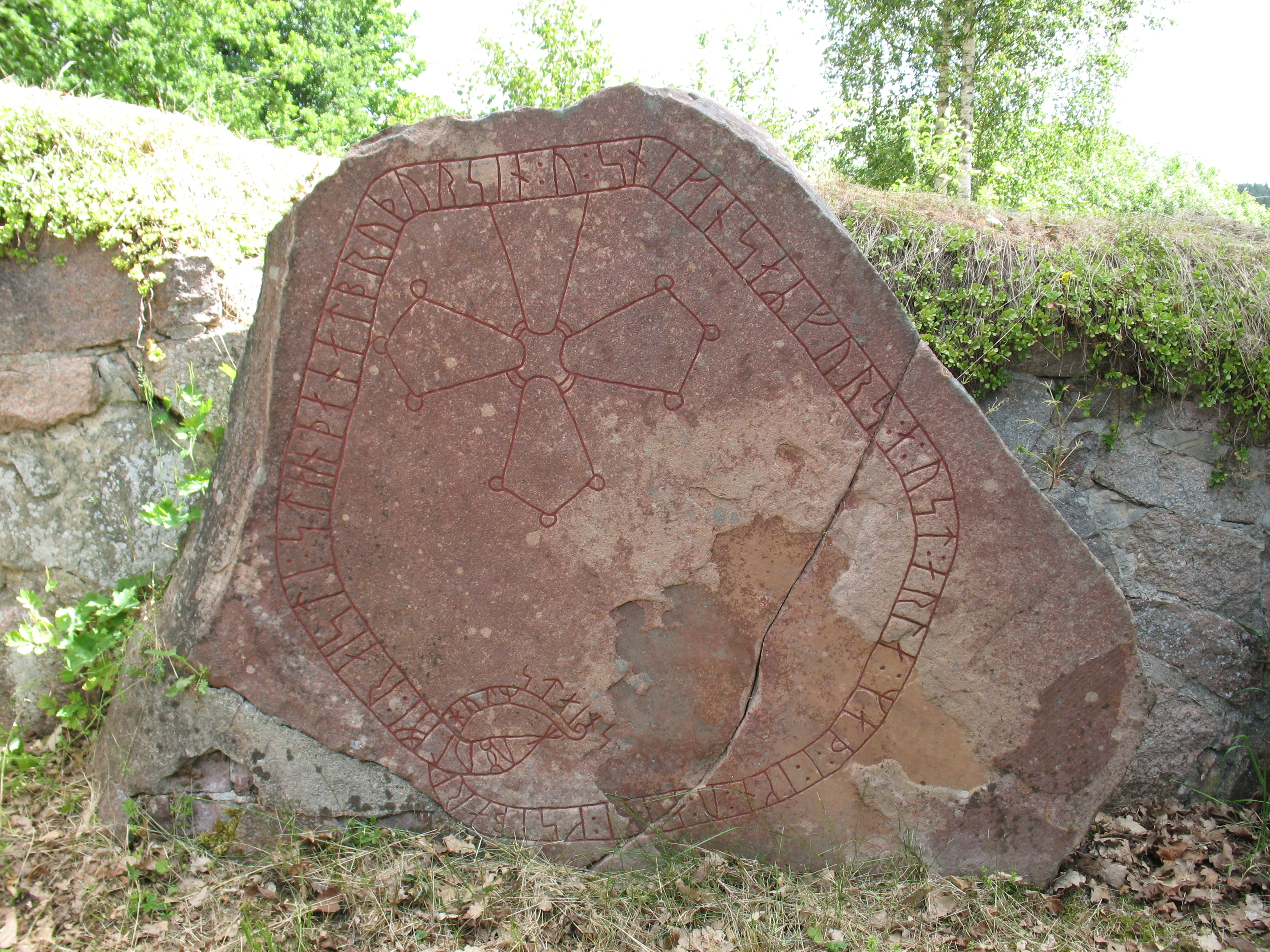
Runenstein Sö 335

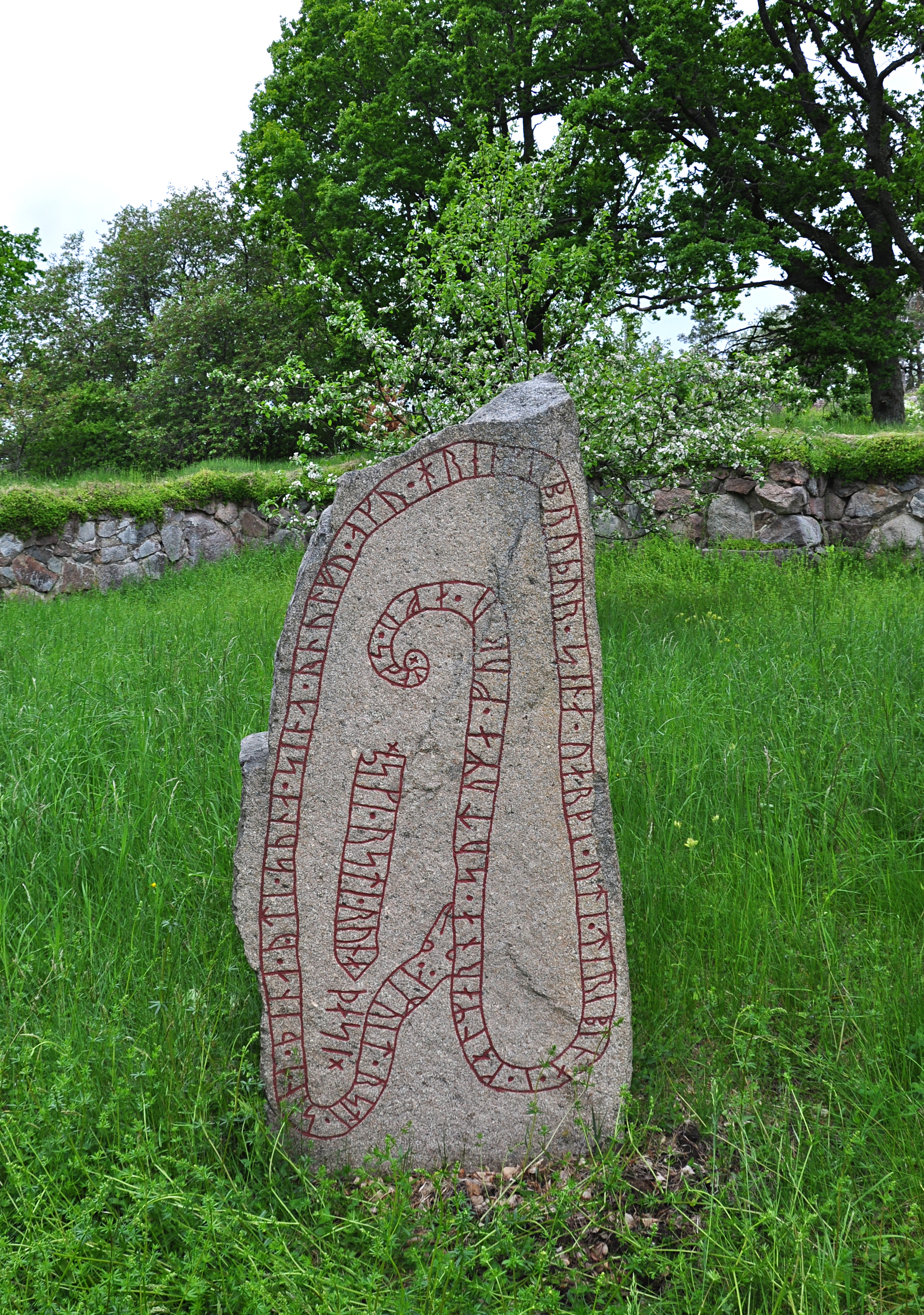
Runenstein Sö 333

Die Runensteine an der Ärja ödekyrka (Sö 335 und Sö 333 oder Åker 137:1 und 137:2) stehen südöstlich von Åker bei Strängnäs in Södermanland in Schweden. Hier stand auch der Runenstein Sö 334, der zur Mariefreds kyrka versetzt wurde.

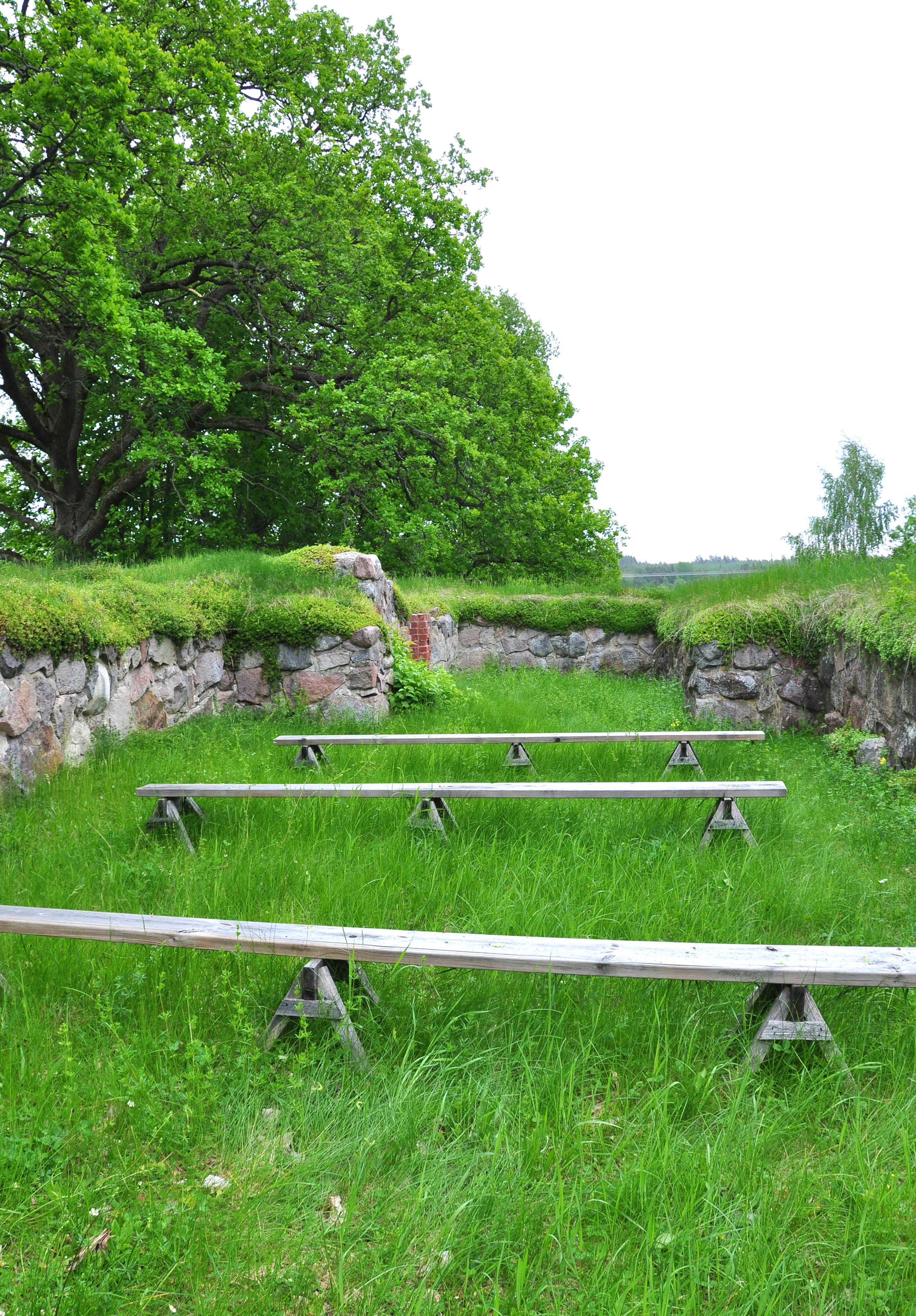
Ärja ödekyrka

## Runenstein Sö 335
Der Runenstein Sö 335 wurde 1919 bei Ausgrabungen an der Ärja kyrkoruin (Kirchenruine von Ärja) gefunden, wo er als Schwelle am Eingang der Vorhalle lag. Nachdem er einige Jahre auf der Lida Farm gestanden hatte, wurde er 1932 zur Ruine zurückgebracht. Der etwa 1,5 m hohe, 1,9 m breite und 0,1 bis 0,15 m dicke Stein ist aus rotschwarzem Granit. Der Stein hat zwei Risse. Die Ritzung mit einem relativ einfachen, aber harmonischen Ornament ist gut erhalten. Das Schlangenband folgt der fünfeckigen Form des Steins. Das zentrale Ringkreuz ist stilistisch ungewöhnlich. Der Text lautet:
„Ulf errichtete diesen Stein nach seinem Bruder Osniken, der im Osten mit Ingvar starb (er war) Holmstens Schiffskamerad.“
Der Runologe Erik Brate (1857–1924) glaubt, dass der auf dem Stein erwähnte Holmsten der Mann ist, der auf einem der Runensteine von Tystberga (Sö 173) erwähnt wird. Wenn das stimmt, war Osniken Kämpfer auf dem Schiff, das Holmsten besaß. Skipper kann auch bedeuten, dass Osniken ein eigenes Schiff in Ingvars Flotte besaß, aber die Runologen glauben dies nicht. Der erste Name ist aufgrund eines merkwürdigen Binders zwischen f und u unsicher. E. Brate schlug den weiblichen Namen Ulfvi vor, aber UlfR oder Ulfviðr ist wahrscheinlicher.
Dies ist einer der 26 Ingvarsteine. Man sieht deutlich den Schriftzug Ikuari (für Ingvar). Wie bei anderen Ingvarsteinen sieht man auch hier dieselbe Konstruktion der Inschrift, bei der „Ingvar“ ein wenig für sich steht und stets eine zentrale Position auf dem Stein hat. Ingvar Vittfarne (deutsch „Ingvar der Weitgereiste“, auch Ingvar Emundsson) unternahm eine Kriegsfahrt (schwedisch útrór) nach Serkland am Kaspischen Meer, bei der er und viele seiner Leute starben. Nach sechs Jahren kehrte 1042 n. Chr. nur eines von 30 Schiffen an den Mälaren zurück. Der Archäologe Mats G. Larsson behauptet, dass Ingvar von einer großen Farm in der Nähe stammt.

## Runenstein Sö 333
Der Runenstein Sö 333 wird erstmals in den Berichten von Johan Peringskiöld (1654–1720) über seine Reisen in den Jahren 1684–1686 erwähnt. Er gibt an, dass die Kirche bereits verlassen war und dann zerstört wurde.
Der etwa 1,5 m hohe, an der Basis 0,7 m breite sich nach oben verjüngende Runenstein ist 0,4 m dick und aus rotschwarzem Granit. Die Runenhöhe beträgt 7,0 bis 8,0 cm. Die Inschrift wird auf 1010 bis 1050 datiert. Der Text lautet: „Amunde errichtete diesen Stein nach seinem Sohn Runulv und (nach) Ring, seinem Bruder. Er wurde im Kalmarsund in Schonen getötet. Eskil hat die Runen geschnitten“.
Das Schlangenband verläuft aus der unteren Mitte entlang der Kanten des Steins und endet in der oberen Mitte. Der Name des Runenmeisters (schwedisch runmästare) Eskil befindet sich innerhalb einer Schlange. Dem Stein fehlt das christliche Kreuz. Die Runen erzählen von einem Mord oder Totschlag, der im Kalmarsund in Schonen geschah. Aufgrund dieses tragischen Ereignisses wurden zwei Ortsnamen zum ersten Mal schriftlich überliefert.
In Åker befinden sich zudem die Runeninschrift Sö 332 und der Runenblock Sö 331.